# 館山町
館山町（たてやままち）は、かつて千葉県安房郡に存在した町。
館山城の城下町として築かれ、港町として発展した館山を中心とする町で、現在の館山市の中部に位置する。1933年（昭和8年）に北条町と合併し、新たに館山北条町が設立されたこと（新設合併）により廃止された。
本項では、1889年（明治22年）に町村制施行により編成された館山町（初代）、1914年（大正3年）に初代館山町と隣村との新設合併で成立した館山町（2代目）、および初代館山町の前史として近世初期以降の館山とその周辺について扱う。なお、現在の自治体である館山市は、1939年（昭和14年）に館山北条町など3町が合併し新設されたものである。

## 地理
現在の館山市では、市域を10地区に分けており、2代目館山町の旧町域を「館山地区」としている。「館山地区」の東側が初代館山町域、西側が旧豊津村域にあたる。
初代館山町域は、現代の町名（大字）では、館山（たてやま）・上真倉（かみさなぐら）・下真倉（しもさなぐら）にあたる。大字館山は、おおむね現在の館山駅より南側の館山城寄りにあたる地域である。
上真倉・下真倉は大字館山の東、汐入川中流の両岸に広がる地域で、もともとは農業地区であった。真倉の地名は古く、中世の史料には「実倉」として見え、これは穀倉地帯であったことを意味している。江戸時代には、初代館山町域全体が「真倉村」という単位でまとめられていた。
旧豊津村域には、東から沼（ぬま）・柏崎（かしわざき）・宮城（みやぎ）・笠名（かさな）・大賀（おおか）の大字があり、1923年時点で館山町（2代目）に大字は合計8つあった。関東大震災後、沼から大賀までの海岸が隆起したのを利用して埋め立てが行われ、海軍館山飛行場が置かれた（現在は海上自衛隊館山航空基地が置かれている）。この埋立地には、第二次世界大戦後に富士見（ふじみ）という大字が命名されている、また柏崎は沼に編入されており、現在の大字としては残っていない（館山柏崎郵便局の名に名残がある）。
この埋め立てによって、沼地区の沖合にあった鷹ノ島（高ノ島）や、大賀地区の沖合にあった沖ノ島が地続きになった。なお、鷹ノ島と沖ノ島は大字館山に属している。

## 歴史

### 前近代

#### 里見氏の城下町建設
館山湾南東部（鷹ノ島の東南、柏崎から新井にかけての沖合）は、水深が深く、この海域に多い西風を避けられることから、古くから停泊地として利用されていた。戦国時代には、安房国を支配した戦国大名里見氏の水軍の拠点として使われたであろうと考えられている。天正8年（1580年）、里見義頼は、この海域を望む独立丘に館山城を築いた。現在は城山という名で呼ばれるこの独立丘には、里見氏の築城以前にも城館が構えられ、ここから館山という名で呼ばれていたようである。つまり、館山という地名はこの丘の名に由来する。
天正19年（1591年）、里見義康は里見氏の本拠を館山城に移すと（館山藩参照）、城山の周囲に家臣の居住地を造るとともに、その北側に商人・職人を集めて海に面した城下町を形成した。館山城下町は、真倉郷のうち浜方にあった新井浦と楠見浦に属する土地を一部割き、上町・中町・下町の三町に町割りしたのが始まりと伝承されてきた。実際には「新井町」を中心とする町場が発展して以後に三町に分けられたと考えられている。
慶長6年（1601年）、里見義康は城下の新井町（および北条町）の市以外での取引を禁止し、また他国商船の新井町以外への寄港を禁じた。これにより、半ば強引な形で城下町への商人の集住が行われた。その後、規制の緩和や諸税免除の政策がとられ、新井町の西側にあたる楠見町や、新井町と北条町の間の長須賀町などが町場として発展した。

#### 港町としての発展
慶長19年（1614年）に里見氏（館山藩）が改易された後、これに代わる大領主は現れず、館山の城下町としての発展は止まる。しかし、東京湾の出入り口にあたる館山湾沿岸には、風待ちの廻船が停泊し、海上交通の要衝・商業の中心地として発展した。また、江戸への鮮魚や干鰯の供給地としての役割も担った。館山は商人・職人や漁師、運送業者などが自立して運営する村・町として維持されていくことになり、西の柏崎浦から館山・長須賀・新宿・北条にかけて4㎞にわたる町場が連なった。
江戸時代の館山は、「館山三町四浦」（館山上町・館山中町・館山下町と、浦方と呼ばれた新井浦・楠見浦・浜上須賀村・岡上須賀村）および北下台（ぼっけだい）村の8か村からなり、真倉村という11か村からなる大村の一部であった。
天明元年（1781年）、稲葉正明が加増を受けて大名となり、1万石の小藩として館山藩が立藩する。ただし、藩士の大部分は江戸屋敷に勤務し、藩行政の中心も江戸にあった。2代藩主稲葉正武は、城山のふもとに陣屋を構え、藩士の屋敷地も設けられた。

### 近代

#### 町村制以前
1877年（明治10年）、かつての館山8か村（館山三町四浦と北下台）にあたる地域が館山町となった。
1878年（明治11年）には、館山と東京の間に汽船の運行が開始された。館山の辰野安五郎が、東京日本橋の魚問屋の支援を受けて設立した「安全社」による事業で、蒸気船「通快丸」（60トン）を就航させ、旅客と貨物（館山の海産物、東京の日用品）を輸送した。

#### 館山町（初代）
1889年（明治22年）、町村制が施行されると、館山町・上真倉村・下真倉村を併せて館山町（初代）が発足した。この結果、江戸時代の真倉村11か村が再度一つの行政単位となった。役場は上須賀に置かれた。なお、このとき西隣には豊津村（沼村・柏崎浦・宮城村などが合併）が成立し、館山町と町村組合を形成した。また、館山町の北隣には北条町（北条村・新宿町・長須賀町などが合併）が成立した。

#### 館山町（2代目）
館山町と西隣の豊津村は1914年（大正3年）に合併し、新たに館山町（2代目）が発足した。
1923年（大正12年）の関東大震災では、館山町では家屋の99%が倒壊・焼失する甚大な被害を受けた。海岸も隆起し、館山桟橋も一時使用不可能となった。近隣の諸町村でも震災の被害は甚大であったが、震災からの復興の過程で観光業の振興が行われることとなる。
1930年（昭和5年）、関東大震災によって隆起した浅瀬（宮城・柏崎と、鷹ノ島（高の島）・沖ノ島の間）を利用して海軍の館山飛行場（現在の海上自衛隊館山航空基地）が完成し、館山海軍航空隊が置かれた。以後、館山は軍都としての要素も具えていく。
1933年（昭和8年）、北に隣接し、鉄道駅（安房北条駅）を構える北条町と合併した。両町を廃止して新自治体を設立する新設合併であり、新町名は両者の連名として「館山北条町」となった。なお、館山北条町は発足から6年後の1939年（昭和14年）に他2町と合併して廃止され、現在の館山市が発足する。

### 行政区画・自治体沿革
- 1889年（明治22年）4月1日 - 町村制の施行により館山町、上真倉村、下真倉村が合併して館山町（初代）が発足。
- 1914年（大正3年）4月1日 - 豊津村と合併し、改めて館山町（2代目）を新設。
- 1933年（昭和8年）4月18日 - 北条町と合併し、館山北条町が発足。同日館山町（2代目）廃止。

## 社会
館山（初代館山町域）では商業と漁業、旧豊津村域では漁業と農業が伝統的な生業であった。

## 交通

### 鉄道
- 現在の館山駅（JR東日本内房線）は、旧北条町域に所在する。1919年に開業した当初は安房北条駅という名称であった（1946年に館山駅に改称）。

### 道路
- 房総街道（現国道127号）

### 航路
- 館山港

1878年（明治11年）、東京（霊岸島）・館山間に「安全社」の汽船が就航した。その後、船形村の正木貞蔵が設立した安房汽船会社（安房共立汽船会社とも。当初は「北条汽船」）など複数の会社が東京・館山航路に参入し、激しい荷客争奪戦を繰り広げた。過剰な値下げ競争により安全社も安房汽船会社も疲弊、安全社は汽船を内国通運（現在の日本通運）に売却して解散、安房汽船会社も破綻を経て、1887年（明治20年）に第二回安房汽船会社として再建されている。
1889年（明治22年）、安房汽船会社（第二房州汽船）と内国通運など、東京湾内で汽船を運行する会社4社が事業を統合し、東京湾汽船会社（現在の東海汽船）が設立された。
明治時代、汽船の直行便は5時間で東京と館山を結んだ。明治から大正にかけて海水浴が流行するようになり、鏡ケ浦（館山湾）の観光地化も進んだ。